# Lysias (Töpfer)
Lysias war ein griechischer Töpfer, tätig um 530 v. Chr. in Athen.
Er ist nur bekannt durch seine Signatur auf einem tongrundig gelassenen Band einer sonst schwarzgefirnissten Kanne einer besonderen Form zwischen einer Olpe und Oinochoe aus Cerveteri, heute im Louvre in Paris Inv. F 339. John D. Beazley ordnete dieses Stück der sogenannten Kriton-Gruppe zu.